# Shengci (köpinghuvudort i Kina, Jiangsu Sheng, lat 32,04, long 120,16)
Shengci är en köpinghuvudort i Kina. Den ligger i provinsen Jiangsu, i den östra delen av landet, omkring 130 kilometer öster om provinshuvudstaden Nanjing. Antalet invånare är 42 940. Befolkningen består av 21 582 kvinnor och 21 358 män. Barn under 15 år utgör 8,0 %, vuxna 15-64 år 73 %, och äldre över 65 år 18,0 %.
Runt Shengci är det mycket tätbefolkat, med 1 754 invånare per kvadratkilometer. Närmaste större samhälle är Chunjiang, 19,4 km sydväst om Shengci. Trakten runt Shengci består till största delen av jordbruksmark.
Genomsnittlig årsnederbörd är 1 390 millimeter. Den regnigaste månaden är juli, med i genomsnitt 250 mm nederbörd, och den torraste är januari, med 38 mm nederbörd.